# Jewish Internet Defense Force
Le Jewish Internet Defense Force (JIDF) est une organisation qui utilise les réseaux sociaux pour soutenir les campagnes menées contre des sites web et des groupes Facebook qui font la promotion de ce qu'elle considère être du terrorisme islamiste ou de l'antisémitisme. Le site internet du groupe décrit le JIDF comme étant une organisation de protestation non-violente, privée et indépendante qui représente un collectif d'activistes. Certaines sources considèrent que le travail du JIDF est du « hacktivisme ».
Selon Ha'aretz, les méthodes du JIDF « incluent le référencement d'éditeurs de Wikipédia qu'il déclare anti-israéliens ainsi que des mesures contre des fiches vues comme incluant des rapports biaisés ou faux de l'histoire d'Israël et du conflit du Moyen-Orient ». Le groupe a tenté de faire disparaître de Google Earth les villages palestiniens listés comme ayant été détruits lors de la fondation d'Israël et a lancé une campagne s'opposant à la description de la Palestine en tant que pays.
La JIDF a organisé une campagne pro-Gilad Shalit en 2009 sur Twitter. Lors de la campagne Tweet4Shalit, les utilisateurs ont monté le nom de Gilad Shalit au deuxième rang des tweets du jours à l'occasion de son 23e anniversaire. Les tweets appelaient à la libération de Shalit et à une enquête internationale sur son cas,.
La JIDF était reconnue en 2009 par l'Agence télégraphique juive comme un des 100 comptes Twitter de la communauté juive les plus influents.